# Ramón Verea

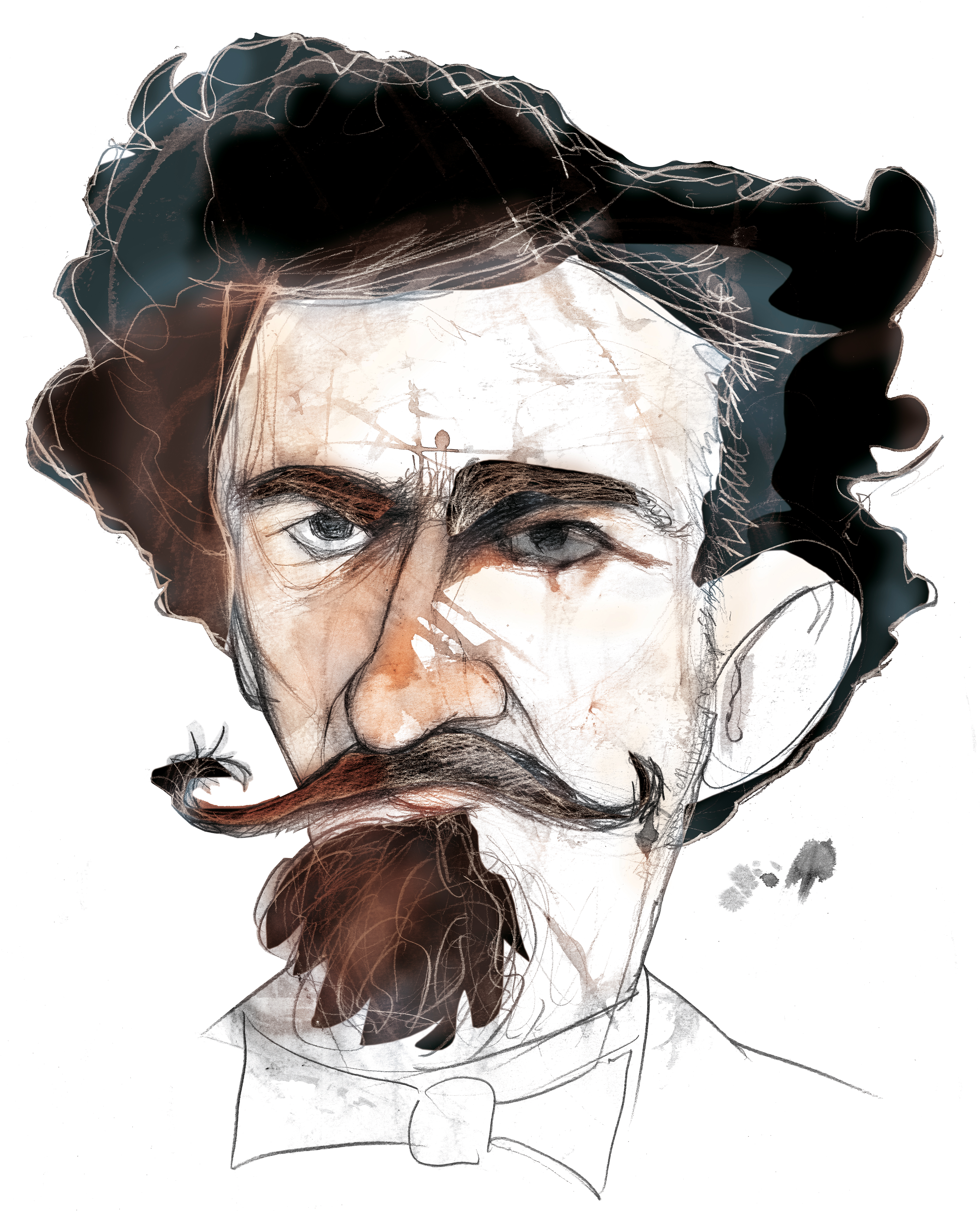
Ramón Verea, Porträt von Eulogia Merle

Ramón Silvestre Verea Garcia (* 1. Dezember 1833 in Esmoris in San Miguel de Curantes in Pontevedra; † 6. Februar 1899 in Buenos Aires) war ein spanischer Journalist, bekannt als Konstrukteur von Rechenmaschinen.
Verea sollte ursprünglich Priester werden und studierte am Seminar von Santiago de Compostela. Nach sechs Jahren Studium entschied er sich gegen den Priesterberuf und ging 1855 nach Kuba. Er war dort Lehrer, Schriftsteller und Journalist. Als er in Colón lebte, erfand er eine Maschine zum Falten von Zeitungen, deren Patent er später in New York verkaufte. 1865 ging er nach New York. Er war zunächst Journalist, behielt aber sein technisches Interesse und war Ende der 1860er Jahre und Anfang der 1870er Jahre in Havanna, wo er als Vertreter für importierte moderne Maschinen und Geräte tätig war. 1875 war er wieder in New York, wo er seine Handelsagentur weiterführte und 1877 Direktor der Zeitung El Cronista wurde. 1879 besuchte er nochmal seine Heimat. 1882 gründete er eine Druckerei in New York und 1884 gründete er die Zeitschrift El Progreso. Unzufrieden mit der US-amerikanischen Intervention in Kuba verließ er das Land 1895 und ging nach Guatemala, wo er mehrere Bücher veröffentlichte. 1897 ging er nach Buenos Aires, wo er ebenfalls eine Zeitschrift gründete und als Journalist wirkte.
Um nach eigenen Worten zu zeigen, dass auch Spanier zu Erfindungen fähig waren, baute er 1878 eine Rechenmaschine und meldete ein Patent an (erteilt 1878). Die Idee mag ihm auch gekommen sein, als er für seine nebenberufliche Wechslertätigkeit (Gold, spanische Devisen) Berechnungen anstellen musste. Es handelte sich um eine Multiplikationskörperrechenmaschine, der zweiten solchen Maschine nach Edward Barbours (1841–1925) in Boston, der darauf 1872 ein Patent erhielt. Im 19. Jahrhundert gab es zwei Nachfolger mit Maschinen dieses Typs, den Franzosen Léon Bollée und den Schweizer Otto Steiger, der eine der ersten kommerziell erfolgreichen Rechenmaschinenserien auf diesem Prinzip gründete.
Der Prototyp seiner Maschine, den er an das Patentamt sandte, ist in der Sammlung von Thomas J. Watson bei IBM. Er baute noch eine zweite Maschine, die er 1878 auf einer Erfinderausstellung in Kuba ausstellte und damit einen Preis gewann. Er baute keine weiteren Maschinen und wandte sich danach anderem zu.